# Celso Esquivel
Celso Esquivel González (General Artigas, 20 de março de 1981) é um futebolista paraguaio que joga na Argentina desde 1999.medalhista olímpico de prata.

## Carreira
Jogou a maior parte de sua carreira no San Lorenzo, passando também por Racing Club, Sportivo Luqueño e Talleres, onde joga atualmente.